# Turba
Turba – miasteczko w Estonii, w prowincji Harju, w gminie Nissi.